# Dojazdówka
Dojazdówka – fragment trasy rajdu samochodowego poprowadzony po otwartych dla ruchu drogach publicznych, gdzie załoga zobowiązana jest do przestrzegania przepisów ruchu drogowego.
Czas przejazdu odcinka drogowego nie jest wliczany do końcowej klasyfikacji, aczkolwiek każda załoga zobowiązana jest przejechać dojazdówką w czasie określonym przez organizatora (z dokładnością do minuty). Każde spóźnienie, ale także i wcześniejsze przybycie na Punkt Kontroli Czasu kończący odcinek drogowy karane jest karą czasową wliczaną do klasyfikacji rajdu.
Ważne jest, aby odległość pomiędzy Punktami Kontroli Czasu załogi przebyły zgodnie z trasą wyznaczoną przez organizatora. W celu sprawdzenia tej poprawności zdarza się, że na trasie dojazdówki umieszczony jest Punkt Kontroli Przejazdu (PKP).